# Gongromastix elongata
Gongromastix elongata är en tvåvingeart som först beskrevs av Ephraim Porter Felt 1908.  Gongromastix elongata ingår i släktet Gongromastix och familjen gallmyggor.
Artens utbredningsområde är Kalifornien. Inga underarter finns listade i Catalogue of Life.